# Everhard von Muisgen
Everhard von Muisgen († 22. Januar 1397 in Köln) war Weihbischof in Köln.
Er war Mitglied des Karmelitenordens und stieg dort zum Provinzial auf. Als Professor der Universität in Köln wurde er unter Erzbischof Friedrich III. von Saarwerden zum Weihbischof des Erzbistums Köln berufen.